# Alexei Jurjewitsch Miltschakow

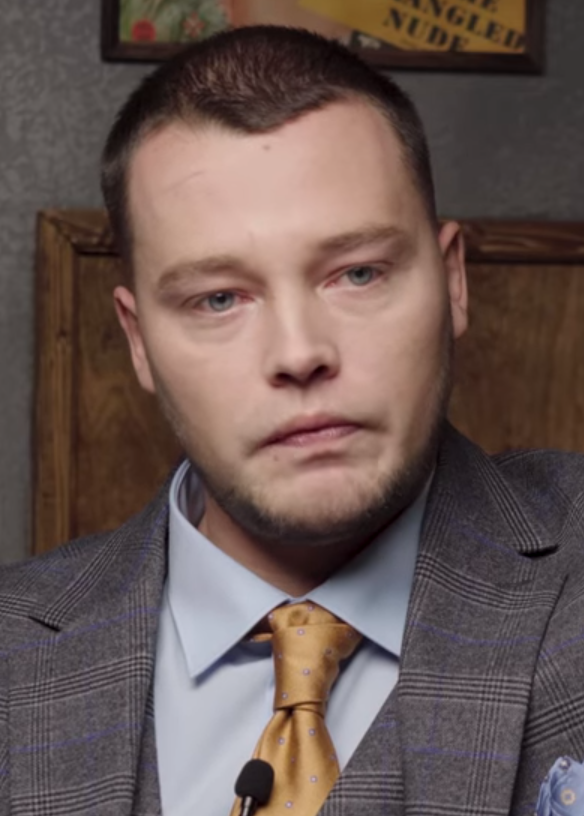
Alexei Miltschakow (2020)

Alexei Jurjewitsch Miltschakow (russisch Алексей Юрьевич Мильчаков, * 30. April 1991 in Leningrad) ist ein russischer Neonazi und Söldnerführer der Gruppe Russitsch.

## Biografie
Alexei Miltschakow ist seit 2007 in der neofaschistischen Szene Sankt Petersburgs aktiv. Im August 2011 wurde Miltschakow in Russland landesweit bekannt, als er Fotos von sich und dem abgetrennten Kopf eines Hundewelpen veröffentlichte, den er an den Ohren vor der Kamera hängen ließ. Er erlangte dadurch einen furchterregenden Ruf unter Sankt Petersburgs Neofaschisten. Miltschakow ist ein Waffenbesitzer, hat laut eigener Aussage auf die Antifa geschossen und soll an einem Raub beteiligt gewesen sein. 2012 trat er dem Wehrdienst des Russischen Heers bei und wurde Mitglied der 76. Garde-Luftsturm-Division.
Er absolvierte ein Ausbildungsprogramm des militanten Zweigs der Russischen Reichsbewegung. 2014 gründete er in Sankt Petersburg die Gruppe Russitsch und sammelte Kämpfer für den Krieg im Donbas. Im September 2014 leitete er einen Einsatz, bei dem seine Truppen das Bataillon Ajdar besiegten und dutzende Soldaten töteten. Laut der ukrainischen Menschenrechtsgruppe Charkiw wurde dabei ein ukrainischer Kriegsgefangener gefoltert. Miltschakow fotografierte sich vor einem brennenden Körper, schändete Leichen und verbreitete Fotos von einem abgeschnittenen Ohr. Darauf landete Miltschakow auf der von der ukrainischen Regierung veröffentlichten Liste der meistgesuchten Kriegsverbrecher im Donbas. Im Februar 2015 landete er wegen seiner mutmaßlichen Beteiligung an Kriegsverbrechen im Donbas auf den Sanktionslisten der EU, Kanadas und des Vereinigten Königreichs. Laut der britischen Regierung hat Miltschakow aktiv Handlungen unterstützt, welche die territoriale Integrität, Souveränität und Unabhängigkeit der Ukraine untergraben und sie weiter destabilisiert haben. Im März 2015 traf er sich beim Russischen Konservativen Forum in Sankt Petersburg mit den NPD-Angehörigen Karl Richter und Jens Pühse.
Miltschakow zog die Gruppe Russitsch im Sommer 2015 aus dem Donbas ab. Zu dieser Zeit etablierte er sich als wichtiger Influencer der neofaschistischen Jugend Russlands. Er war in Russland und in Belarus weiter aktiv und stand unter Beobachtung des Staatsschutzes des FSB. Organisatoren von Ausbildungslagern wurden festgenommen, bei denen Miltschakow Jugendliche ausgebildet hatte. Er selbst wurde nicht verhaftet.
Im Bürgerkrieg in Syrien war Miltschakow zusammen mit Wagner-Söldnern in einer Gasaufbereitungsanlage bei Palmyra stationiert. Dabei soll er Verbindungen zu einem Wagner-Söldner gehabt haben, der im Jahr 2017 an der Enthauptung und Verbrennung eines Syrers beteiligt gewesen sein soll.
Seit Mai 2022 soll er am Russischen Überfall auf die Ukraine beteiligt und laut einem Bericht des Bundesnachrichtendienstes kurz nach seiner Ankunft verwundet worden sein. Im September 2022 wurde er vom Office of Foreign Assets Control sanktioniert.

## Ansichten und Rezeption
Von Miltschakow sind Fotos im Umlauf, die ihn bewaffnet in Bundeswehruniform vor der Flagge der Russischen Nationalen Einheit zeigen. Er präsentierte sich als Anhänger Adolf Hitlers und fotografierte sich mit einer Hakenkreuz-Fahne.
Im Juli 2014 schrieb der Moskowski Komsomolez: „Ein Faschist und Schlächter aus Sankt Petersburg ist ausgezogen, um für die Aufständischen zu kämpfen“.  Miltschakow veröffentlichte zur selben Zeit seinen Ausweis mit der Nummer 1488, ein Code für Rassismus und Hitler-Verehrung. Bei seinem Besuch im Russischen Konservativen Forum im März 2015 sagte er: „Wäre Hitler schon 1939 gestorben und hätte die Sowjetunion nicht seinetwegen so viele Leute verloren, wäre er einer der besten Führer.“
Auf vk.com teilte Miltschakow Bilder, in denen er das Kolowrat, eine slawische Version der Schwarzen Sonne, in die Stirne ukrainischer Soldaten geritzt hat.
Miltschakow ist zu einem Symbol der russischen Neonazis, die im Donbas kämpfen, geworden.
In einem Interview mit der russischen Online-Publikation „Sputnik i Pogrom“ im Dezember 2020 sagte Miltschakow: „Ich werde nicht tief gehen und sagen, Ich bin ein Nationalist, ein Patriot, ein Imperialist, und so weiter. Ich sage es ganz offen: Ich bin ein Nazi.“